# Lea Padovani

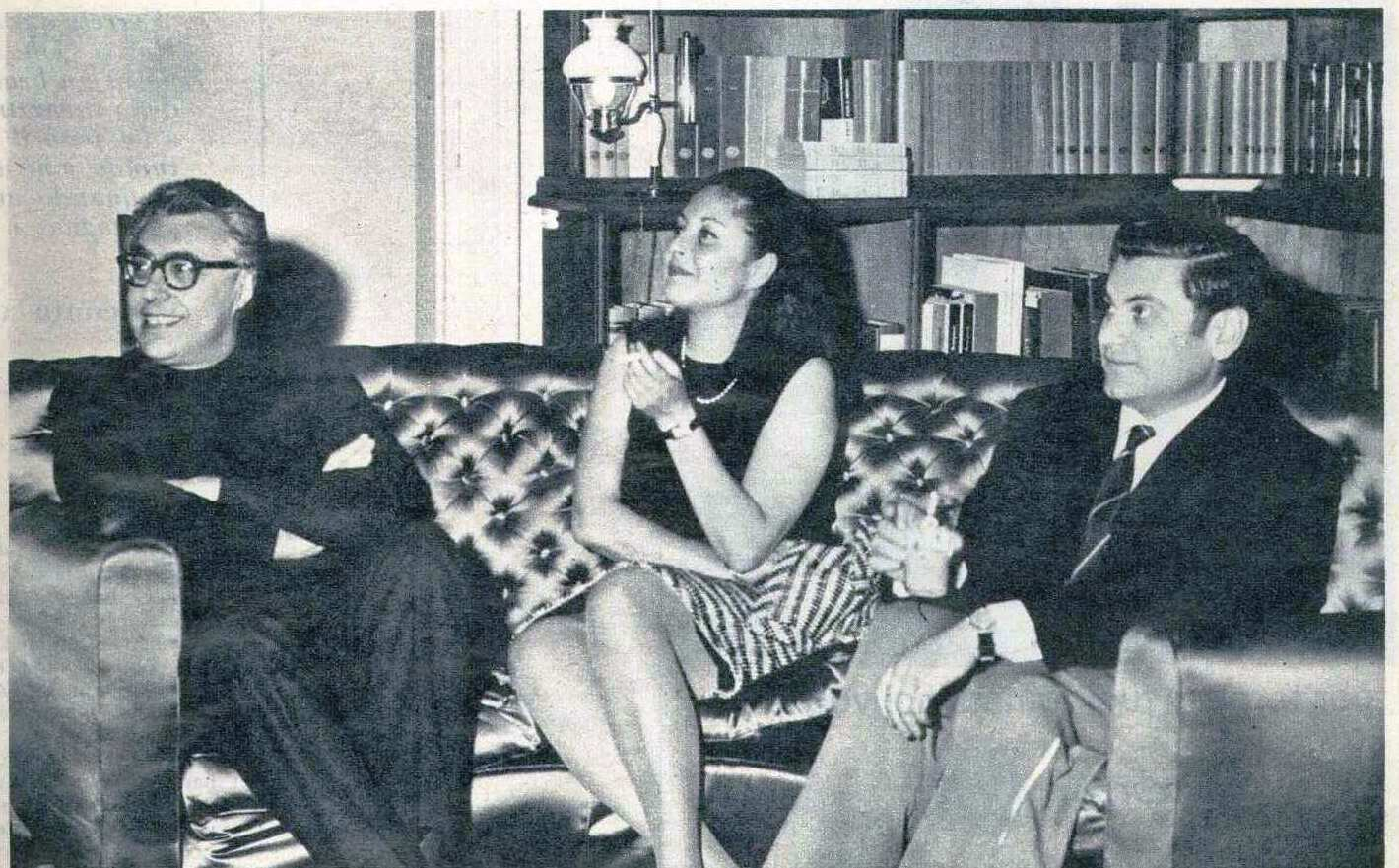
Luigi Silori, Lea Padovani und Vittorio Paliotti (1962)

Lea Padovani (* 28. Juli 1920 in Montalto di Castro, Italien; † 23. Juni 1991 in Rom) war eine italienische Schauspielerin.

## Leben
Padovani hatte ihre Ausbildung an der Accademia nazionale d’arte drammatica erhalten und zunächst ihre Darsteller-Laufbahn in Revuen begonnen, später kamen auch Auftritte an klassischen Bühnen hinzu. Ihren ersten großen Theatererfolg feierte Lea Padovani 1944 an der Seite von Anna Magnani in dem Stück Cantachiaro. 1945 gab sie ihr Filmdebüt. Ab 1947 trat sie auch in internationalen Filmen auf, wie in Sklaven des Lasters und Haus der Sehnsucht. Im Laufe der 1960er Jahre gewannen die Bühne und das Fernsehen stärkere Bedeutung in der Karriere Lea Padovanis.
Ihren letzten Film drehte sie 1990 mit Die Hure des Königs.

## Filmografie (Auswahl)
- 1946: Die Sonne geht wieder auf (Il sole sorge ancora)
- 1947: Der weiße Teufel (Il diavolo bianco)
- 1948: Sklaven des Lasters (Una lettera al Alba)
- 1949: Haus der Sehnsucht (Give Us This Day)
- 1950: Einer war zuviel (Atto di accusa)
- 1952: Es geschah Punkt 11 (Roma ore undici)
- 1952: Totò und die Frauen (Totò e le donne)
- 1953: Eine von jenen (Una di quelle)
- 1953: Tempi nostri
- 1954: Das Schiff der gefährlichen Männer (Chéri-Bibi)
- 1954: Die Verrufenen (Donne proibite)
- 1955: Liebe, Brot und 1000 Küsse (Pane, amore e …)
- 1955: Die schwarze Akte (Le dossier noir)
- 1957: Auge um Auge (Œil pour œil)
- 1958: Montparnasse 19 (Les Amants de Montparnasse)
- 1958: Die nackte Maja (La maja desnuda)
- 1961: Die Prinzessin von Cleve (La Princesse de Clèves)
- 1962: Ein sonderbarer Heiliger (The Reluctant Saint)
- 1962: Germinal
- 1963: Die Nackte (La noia)
- 1964: Verrückter Sommer (Frenesia dell’estate)
- 1968: Candy